# David Patrick
Pour les articles homonymes, voir Patrick.
David Patrick (né le 12 juin 1960 à Centralia) est un athlète américain, spécialiste des courses de demi-fond et du 400 mètres haies.

## Biographie
Médaillé d'argent du relais 4 x 400 m aux Universiades d'été de 1981, il se classe huitième du 800 m lors des championnats du monde 1983.
En 1986, sur 400 m haies, il termine troisième des Goodwill Games derrière son compatriote Edwin Moses et le Soviétique Aleksandr Vasilyev. L'année suivante, il décroche la médaille d'or des Universiades de 1987 et se classe par ailleurs troisième des Jeux panaméricains.
En 1989, il remporte le 400 m haies de la Coupe du monde des nations à Barcelone, devant le Nigérian Henry Amike. Il s'adjuge la médaille d'argent aux Goodwill Games de 1990.
Il participe aux Jeux olympiques d'été de 1992 à Barcelone où il se classe huitième et dernier de la finale du 800 m.
Il est l'époux de l'athlète Sandra Farmer-Patrick.